# Monsieur des Lourdines (film)
Pour plus de détails, voir Fiche technique et Distribution.
Monsieur des Lourdines est un drame historique français réalisé par Pierre de Hérain en 1943, d'après le roman éponyme de 1911 d'Alphonse de Châteaubriant.

## Synopsis
Un jeune hobereau, ayant la vie à la campagne en horreur, s'installe à Paris où il dilapide, en compagnie du prince Stimov, son héritage dans les bras de Nelly, une demi-mondaine au passé angevin d’ouvrière. De retour chez lui, après avoir ruiné son père, fait mourir sa mère de chagrin et envisagé le suicide, il est brusquement touché par la grâce du bocage, à laquelle n’avait cessé de croire son père. Il se réconcilie avec son père et se fiance à Sylvie La Marzelière, vivante incarnation, comme l'atteste son prénom, de cette « terre qui ne ment pas » et qui, par chance, se trouvait justement l’aimer depuis toujours. De sa vie passée à Paris, Anthime des Lourdines ne conservera que son « chien de ville », un lévrier russe dont se moquent tous les gens de maison, mais dont Perrette prend la défense en disant : « Ce n’est pas de sa faute. Ce sont les autres qui l’ont fait comme ça. »

## Fiche technique
- Titre original  : Monsieur des Lourdines
- Titre portugais : O Sr. de Lurdines
- Réalisateur : Pierre de Hérain
- Scénariste : André Obey adapté de Monsieur des Lourdines d’Alphonse de Chateaubriant
- Décors : Lucien Aguettand
- Costumes : Marie-Hélène Dasté
- Photographie : Philippe Agostini
- Son :  Maurice Carrouet
- Montage : Henriette Wurtzer
- Compositeur : Marcel Delannoy
- Société(s) de production :  Pathé Consortium Cinéma
- Format : Noir et blanc - 1,37:1 - 35 mm - Son mono
- Pays de production : France
- Genre : Film dramatique
- Durée : 109 minutes
- Dates de sortie :	
  - France : 9 juin 1943
  - Portugal : 5 juillet 1946
- Affiche : Jacques Bonneaud (France)

## Distribution
- Raymond Rouleau : Anthime des Lourdines
- Germaine Dermoz : Madame des Lourdines
- Mila Parély : Nelly
- Constant Rémy : Monsieur des Lourdines
- Jacques Varennes : la Marzelière
- Jean Debucourt : le docteur
- Louis Salou : Muller
- Pierre Jourdan : Flibure
- Jacques Castelot : le prince Stimov
- Robert Dhéry : Désiré
- Camille Guérini : Nestor
- Jeanne Fusier-Gir : Perrette
- Paul Faivre : Célestin
- Madeleine Suffel : Julie
- André Carnège : le notaire
- Janine Clairville : Estelle
- Bonneval
- Julien Carette : Albert
- Claude Génia : Sylvie
- Maxime Fabert : Saint Cricq (non crédité)
- Albert Malbert : (non crédité)
- Albert Broquin : (non crédité)
- Géo Forster : (non crédité)
- Jacques Sommet : (non crédité)

## Autour du film
- Adaptation du roman d’Alphonse de Châteaubriant, passé à la collaboration sous l’Occupation, par le beau-fils du maréchal Pétain, les thèmes du film contribuent à la propagande de la politique du « retour à la terre » prônée par l’idéologie officielle de la Révolution nationale mise en œuvre par le régime de Vichy[2].
- Sollicitée avec insistance pour jouer dans « le film collaborationniste du beau-fils du maréchal Pétain », Arletty opposera un refus ferme dont elle se servira ensuite pour se défendre des accusations de collaboration portées contre elle[3].
- Le film a été tourné aux studios de Saint-Maurice à Paris. Les décors du film ont été conçus par le directeur artistique Lucien Aguettand.